# Jobie Dajka
Jobie Lee Dajka (Adelaida, 11 de diciembre de 1981) es un deportista australiano que compitió en ciclismo en la modalidad de pista, especialista en las pruebas de velocidad y keirin.
Ganó siete medallas en el Campeonato Mundial de Ciclismo en Pista entre los años 2001 y 2005.

## Medallero internacional
| Campeonato Mundial | Campeonato Mundial           | Campeonato Mundial | Campeonato Mundial    |
| Año                | Lugar                        | Medalla            | Competición           |
| ------------------ | ---------------------------- | ------------------ | --------------------- |
| 2001               | Amberes (Bélgica)            | Medalla de plata   | Velocidad por equipos |
| 2002               | Ballerup (Dinamarca)         | Medalla de oro     | Keirin                |
| 2002               | Ballerup (Dinamarca)         | Medalla de plata   | Velocidad individual  |
| 2002               | Ballerup (Dinamarca)         | Medalla de plata   | Velocidad por equipos |
| 2003               | Stuttgart (Alemania)         | Medalla de plata   | Velocidad individual  |
| 2003               | Stuttgart (Alemania)         | Medalla de plata   | Keirin                |
| 2005               | Los Ángeles (Estados Unidos) | Medalla de bronce  | Velocidad individual  |